# Sansibar-Galago
Der Sansibar-Galago oder Sansibar-Zwerggalago (Paragalago zanzibaricus, Syn.: Galago zanzibaricus, Galagoides zanzibaricus) ist eine Primatenart aus der Familie der Galagos (Galagonidae). Der Grant-Galago wird seit 2001 als getrennte Art geführt, dafür wird der Udzungwa-Galago, der früher als eigene Art galt, heute mit dem Sansibar-Galago zusammengefasst.

## Merkmale
Sansibar-Galagos sind wie alle Galagos sehr kleine Primaten. Sie erreichen eine Kopfrumpflänge von 12 bis 19 Zentimetern, eine Schwanzlänge von 17 bis 27 Zentimetern und ein Gewicht von 100 bis 200 Gramm. Ihr Fell ist an der Oberseite und an der Außenseite der Gliedmaßen rotbraun gefärbt, der Bauch ist hellgelb. Die Hinterbeine sind lang und kräftig, der lange Schwanz ist leicht buschig. Der Kopf weist eine lange, zugespitzte Schnauze auf, die Augen sind groß und von auffälligen Ringen umgeben, die Ohren sind ebenfalls groß, unbehaart und sehr beweglich.

## Verbreitung und Lebensraum

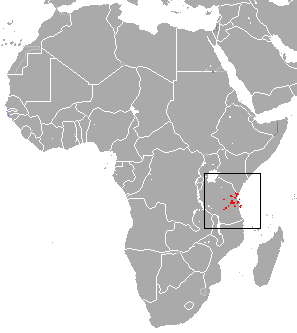
Verbreitungsgebiet (rot)

Sansibar-Galagos sind an der Ostküste Afrikas beheimatet. Ihr Verbreitungsgebiet umfasst die Küstenregionen Kenias und Tansanias. In Tansania finden sie sich auch auf der Insel Sansibar sowie im Landesinneren, etwa dem Udzungwa-Bergland. Unklar ist, ob die Art auch im südlichen Somalia und dem nördlichen Mosambik vorkommt. Ihr Lebensraum sind die tropischen Küstenwälder, aber auch Gebirgswälder bis in 1100 Meter Seehöhe.

## Lebensweise
Diese Primaten sind nachtaktive Baumbewohner, die tagsüber in Baumhöhlen oder Blätternestern schlafen. In der Nacht begeben sie sich auf Nahrungssuche, wobei sie sich schnell auf allen vieren oder mit kurzen Sprüngen im Geäst vorwärtsbewegen. Es sind territoriale Tiere, ihre Reviere umfassen 1,6 bis 2,8 Hektar. Die Reviere der Männchen sind deutlich voneinander abgegrenzt, überlappen sich aber häufig mit dem eines oder mehrerer Weibchen. Häufig verbringen das Männchen und die Weibchen, deren Revier sich überlappt, den Tag gemeinsam schlafend, auf Nahrungssuche geht jedoch jedes ausgewachsene Tier allein.
Die Nahrung dieser Tiere besteht aus Früchten, Insekten und Baumsäften, die Zusammensetzung variiert jedoch nach Jahreszeit.
Zweimal im Jahr bringt das Weibchen nach einer rund 120-tägigen Tragzeit ein oder zwei Jungtiere zur Welt. Diese werden bereits nach vier Wochen entwöhnt und erreichen mit 8 bis 12 Monaten die Geschlechtsreife.

## Gefährdung
Hauptgefahr für die Sansibar-Galagos stellt die Zerstörung ihres Lebensraums dar. Die Bestände sind aber derzeit stabil und die Art wird insgesamt von der IUCN als „nicht gefährdet“ (least concern) gelistet. Augenmerk verdient allerdings die auf Sansibar lebende Population (Paragalago zanzibaricus zanzibaricus), deren Bestände zurückgehen und die laut IUCN als „stark gefährdet“ (endangered) gilt.
In Europa wird die Art nicht mehr gehalten, ehemalige Halter sind Duisburg, Köln und Wrocław.

## Belege
1. ↑    ZTL 18.6